# Agathon Aerni
Agathon A. Aerni (* 1929 in Bern; † 25. August 2006) war ein Schweizer Bankier und Diplomat.

## Leben
Sein Vater war Prokurist einer Gewerbekasse, seine Mutter engagierte sich in einer Freikirche. Agathon Aerni studierte Volks- und Rechtswissenschaft an der Universität Bern, Michigan State University (MSU) und Stanford University. 1957/58 lehrte er an der MSU, 1958 bis 1960 am San Francisco State College. Im Anschluss arbeitete er als Bankkaufmann in San Francisco (Bank of America). Ab 1966 beriet er im Auftrag der schweizerischen Entwicklungshilfe als wissenschaftlicher Leiter die Nationalbank Ugandas.
Aerni wirkte in der Generaldirektion der Schweizerischen Volksbank „am Aufbau des internationalen Bankgeschäftes“ mit, wurde 1972 Honorarkonsul von Trinidad und Tobago in Bern und verfasste historische Bücher.
Aernis Nachlass befindet sich in der Burgerbibliothek Bern.